# ههنلهه
ههنلهه (به آلمانی: Hohenlohe) یک خاندان سلطنتی در آلمان است.

## نگارخانه

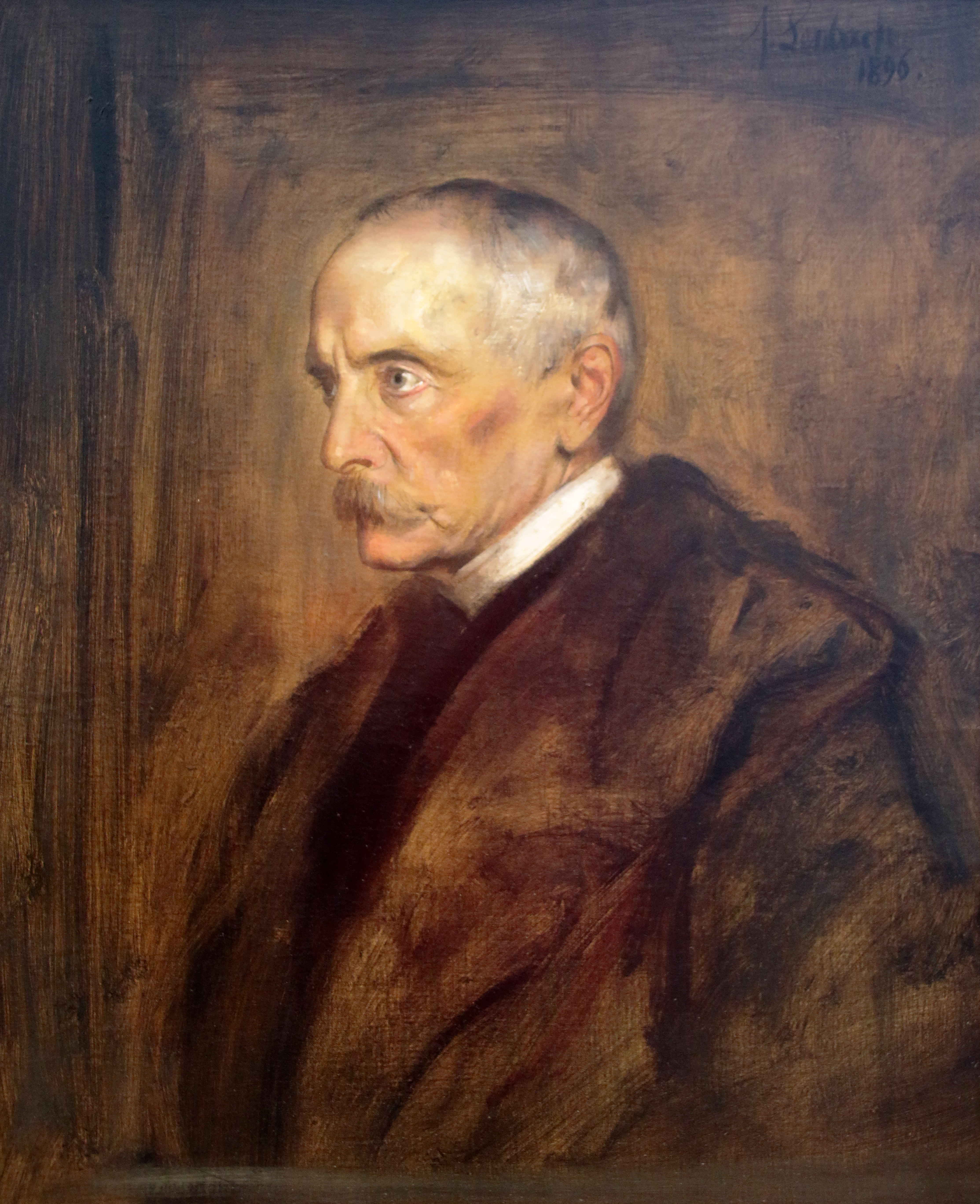
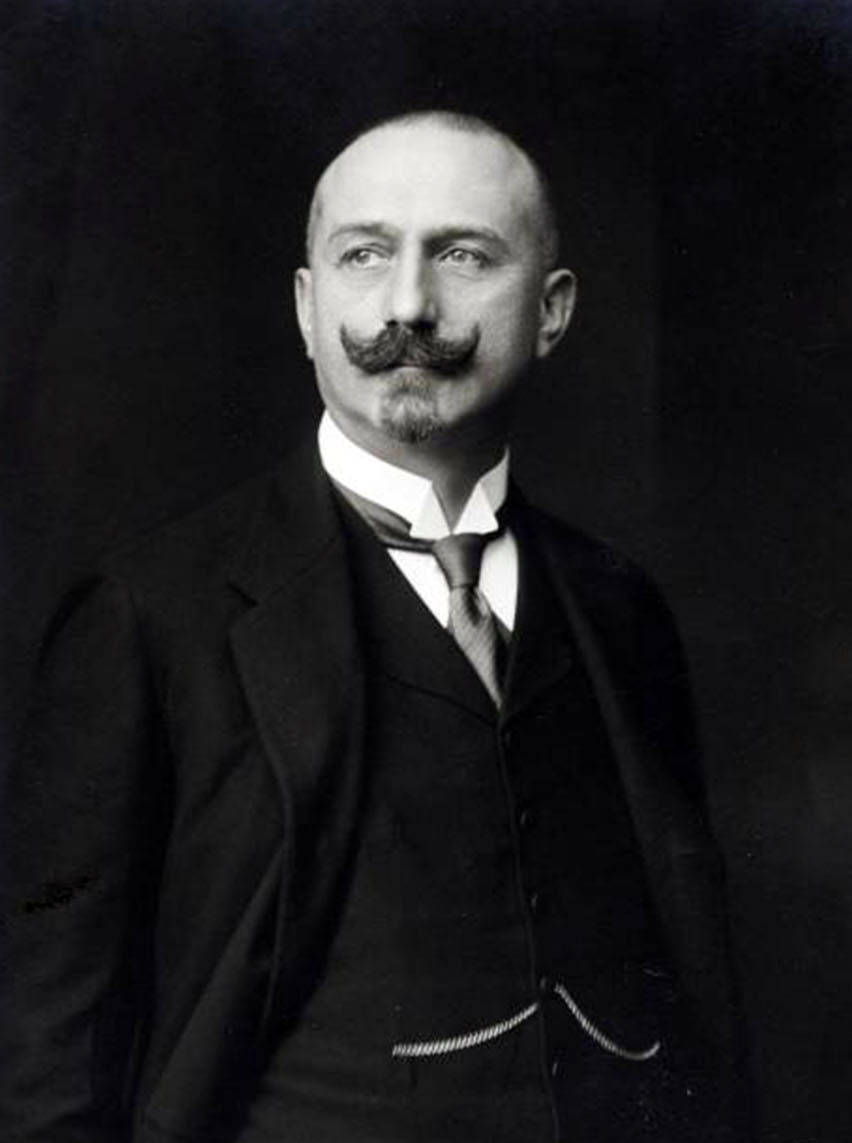